# La luz difícil
La luz difícil es la sexta novela publicada por el colombiano Tomás González. Su narrador y protagonista, David, relata dos momentos de su vida: la eutanasia de su hijo Jacobo y su propia vejez. Estos dos momentos están íntimamente relacionados con la composición de dos obras artísticas: una pintura y unas memorias. Durante el proceso de muerte de Jacobo, David está terminando una pintura al óleo que representa la espuma producida por la hélice de un ferry sobre el río Hudson, en Nueva York. Ya en su senectud, casi ciego, David deja de pintar, pero no renuncia a la creación artística y escribe sus memorias. Dado que la novela se enfoca en la composición de las dos obras artísticas y a partir de estas concluye los eventos narrados en la novela, se puede considerar que se trata de una novela de artista o Künstleroman.
De todas las novelas de Tomás González, La luz difícil ha sido la que mayor reconocimiento le ha dado entre el gran público, como se puede inferir de la publicidad que recibió en reseñas televisivas, en periódicos de circulación nacional, revistas de variedades, revistas culturales y blogs. Hasta el momento, la novela cuenta con 16 reimpresiones. Tras la compra de los derechos de las obras de González, esta y otras obras de él se reeditarán con el sello editorial de Seix Barral, del grupo Planeta.

## Trama
La novela está compuesta por treinta y tres fragmentos. En estos se desarrollan paralelamente dos anécdotas: primero, la que tiene que ver con David, el pintor que espera el fin del sufrimiento de su hijo Jacobo, quien tras un accidente automovilístico ha quedado sin la movilidad de los miembros inferiores y con dolores insoportables; la segunda anécdota ocurre casi dos décadas después, en La Mesa de Juan Díaz, una población rural colombiana en la que David, casi ciego y tras haber logrado un gran reconocimiento como artista plástico, se radicó para esperar su propia muerte. Estas dos anécdotas se conectan a partir de la composición de dos obras artísticas: una pintura y unas memorias en las que, más que representar el dolor o el sufrimiento de sus compositores, se presentan escenas gozosas de su propia vida, tan intensas como la impresión que produce la luz sobre el agua del río.
Aunque en la novela se diferencian con facilidad dos planos temporales distintos, resulta interesante observar cómo González los relacionó y asoció para que el lector no descubra, sino hasta el final de la novela, cómo terminan las vidas de Jacobo y David. En este sentido, la estructura de la novela es tradicional, pues linealmente va de un punto en el que sus protagonistas pasan por diversas experiencias para convertirse en otros al final del texto.

## Personajes
- David es artista plástico, está casado con Sara; tiene tres hijos: Jacobo, Pablo y Arturo. En busca de un mejor futuro, David viajó de Colombia a los Estados Unidos y allí se estableció, primero, en Miami y, luego, en Nueva York.
- Sara es psicóloga y trabaja en un hospital en Nueva York como trabajadora social.
- Jacobo es el hijo mayor de David y Sara. Tras un accidente automovilístico, quedó minúsválido y sufre intensos dolores por una lesión en la médula que solo puede calmar levemente con los masajes de su fisioterapeuta y novia Venus.
- Pablo es el segundo hijo de David y Sara. Después del accidente de Jacobo, se ha dedicado enteramente a ayudar y apoyar a su hermano Jacobo. Acompaña a su hermano en el proceso de la eutanasia en Chicago.
- Arturo es el menor de los hermanos. Además de estudiar en una escuela de diseño, trabaja en las noches en un bar.
- Preet es el taxista hindú que transportaba a Jacobo durante su accidente. Increíblemente no sufrió ningún daño en el accidente.
- Venus es la novia y fisioterpeuta de Jacobo. Se conoció con él cuando fue contratada para calmar sus dolores a través de masajes.
- James es el esposo de Debrah y el amigo de David y su familia. Es abogado. Defiende en sus casos a los que no tienen dinero y han sido excluidos de la sociedad. Aunque no tuvieron hijos, James y Debrah quieren a los de David y Sara como propios.
- Debrah es la esposa de James y amiga de David y su familia. Trabaja con Sara en el hospital. Aunque no tuvieron hijos, James y Debrah quieren a los de David y Sara como propios.
- Michael O'Neil es un amigo de Jacobo que también padece dolor intenso por una lesión en la médula.
- Ámbar es la novia de Arturo, tiene un estilo ecléctico, que la hace parecer en palabras de David "a little piece of art to be put on a shelf".
- Ángela es la criada que le ayuda a David y Sara durante su vida en la finca de La Mesa de Juan Díaz. Cuando David pierde la vista, ella se convierte en su escribana, a pesar de su mala ortografía. Es madre y esposa del chófer y el jardinero de David, respectivamente.
- José Luis o Juan Pablo son los nombres del hijo y del esposo de Ángela, pero el narrador confunde sus nombres. El hijo de Ángela es agrónomo, pero a falta de un trabajo adecuado le sirve a David de chófer. El esposo de Ángela es el jardinero de David, tras un tiempo Ángela y él se separan.

## Argumento
La novela empieza con dos epígrafes:
Si las puertas de la percepción se depurasen, / todo aparecería infinito al ser humano. tal cual es. / El matrimonio del cielo y el infierno. William Blake
y
El mundo es inestable como casa en llamas. Lin-Chi.
Tras estos dos epígrafes, el primer fragmento de la novela resume la anécdota del tiempo de David en Nueva York: él y su esposa Sara intentan dormir aquella noche en la que Pablo y Jacobo, sus hijos mayores, habían salido en una van hacia Chicago, mientras el resto de la familia y amigos esperaban la muerte de Jacobo, que habían programado para las siete de la noche (hora de Portland) y las diez de la noche (hora de Nueva York). 
Los primeros fragmentos de la novela describen esa larga noche y las que le siguen mientras esperan todos la muerte de Jacobo. David está terminando una pintura que representa la espuma que producen las hélices de un ferry sobre las aguas del río Hudson, mientras el resto de personajes no puede ir a trabajar. Tras narrar la historia de su familia en los Estados Unidos, David y su familia se enfrentan a la continua dilación, a una espera injustificada del médico que le realizará a Jacobo el procedimiento de eutanasia. Todo esto lo cuenta David ya anciano, a través de sus memorias, escritas casi veinte años después en su finca en La Mesa de Juan Díaz, un poblado de Cundinamarca, Colombia. 
Además de la espera, la novela se centra en presentar en esta primera parte la dificultad que tiene el personaje de terminar su cuadro, de buscar la luz que le hace falta a la espuma. Solamente, con la muerte de Jacobo se encontrará esta luz, algo que al tiempo produce en el personaje una especie de gozo mezclado con una profunda tristeza.
Los últimos fragmentos narran la estancia de David en La Mesa, sin su esposa quien ya ha muerto, mientras escribe unas memorias sobre toda su vida. El lector reconoce en estas memorias el episodio de la muerte de Jacobo. Sin ser un viejo triste o amargado, el anciano David recuerda con placer, sin el dolor de la muerte de su hijo, sus años en Nueva York y el gozo de quien ha vivido bien, a pesar de todo. En estos fragmentos, se describe como David pierde su visión, pero no su capacidad artística, pues sus memorias son una especie de autobiografía novelada que le sirven de pretexto para continuar en su búsqueda de la luz, del gozo en medio del dolor. Dicho gozo, se entiende, es el resultado de su labor artística, de su trabajo como artista, y consiste en evitar el tenebrismo y asumir la vida en todas sus dimensiones: la positiva del amor, el deseo, el sosiego y, al tiempo, la negativa de la muerte, la tristeza o el dolor. 
La novela termina con un David ciego, pero feliz pues ha terminado sus memorias gracias a la ayuda de Ángela, su escribana, quien a pesar de no tener buena ortografía puede concluir la novela y las memorias así: "¡Marabilloso!". En este sentido, los dos epígrafes de la novela la resumen, pues las puertas de la percepción a las que se refiere Blake leído por Tomás tienen que ver con la capacidad del artista de hacer sus obras, pues su aspiración al infinito lo llevan a disolver en la vida misma las barreas entre lo negativo y lo positvo. El segundo epígrafe trata justamente del proceso de esta depuración: una combustión que, como casa en llamas, lo transforma todo, mas no lo destruye. 

## Crítica
La novela ha recibido buenas críticas en múltiples formatos. Entre las críticas más populares, se destaca la de Carolina Sanín, "La luz pareja", en su blog de El Espectador, pues se concentra en sus impresiones de lectura y en el gozo que le causó la novela. Entre sus conclusiones, se destaca: 
Parece como si la voz tocara la perfección y, en ese borde, señalara hacia algo más allá de la perfección, una perfección más perfecta, el abismo siempre inalcanzable de la belleza. De la belleza y el dolor. Del deseo. Yo sólo puedo compararla con la Noche oscura de San Juan de la Cruz.
En El País, Alfonso Delgado señalaba que: 
En ‘La luz difícil’ el fracaso se ha redimido. El amor, la solidaridad, el respeto y el dolor permiten que la familia de Jacobo se eleve sobre el señorío de la muerte. Duelo y enfermedad riman aquí como símbolos de iluminación. Esos dos padres dispuestos a respetar la decisión de su hijo, son memorables: nada más intenso que el cuadro conformado por ellos y sus amigos esperando el desenlace. 
Entre la crítica académica, se destaca el aporte de Wilson Gallego, quien fue de los primeros en destacar el carácter de novela de artista de La luz difícil. Sin embargo, su crítica reduce la novela a un ejercicio de evasión que no es pertinente en la lectura de la novela, pues el arte es justamente el resultado de afrontar directa y plenamente el dolor y los problemas, mas no una evasiva a estos. Otros críticos, como Hélène Pouliquen ven en la novela de Tomás González la posibilidad de resolver la problematicidad a través de una salida positiva y afirmativa, en lo que la crítica francesa radicada en Colombia llama "el encanto de la interioridad". 